# Georges Constant (rugby à XV)
Pour les articles homonymes, voir Georges Constant et Constant.
Pas d'image ? Cliquez ici

a Compétitions nationales et continentales officielles uniquement.

b Matchs officiels uniquement.
Dernière mise à jour le 20 avril 2025.
Georges Constant, né le 13 août 1899 à Perpignan (France) et mort le 9 juin 1978 à Nevers (France) est un joueur international français de rugby à XV, actif dans les années 1910 et 1920.
Durant sa carrière, il joue avec l'AS Perpignan, le SO Perpignan, l'AS Béziers, l'US Perpignan et l'US nivernaise au poste de troisième ligne aile. 

## Biographie
Georges Constant naît le 13 août 1899 à Perpignan.
Le 11 mars 1917, lui et son collègue André Maydat du SO Perpignan sont convoqués pour un match entre une équipe « Sud » et une équipe « Nord ». Cependant, les deux joueurs décident de ne pas se rendre à la convocation, et préfère jouer un match contre les Harlequin's de Toulouse, sous les pseudonymes de « Juve » et « Adrieno ». N'ayant pas justifié leur absence, et ayant attendu la lettre de mise en demeure pour répondre et nier les faits, il est suspendu jusqu'au 1er janvier 1918 de toutes compétitions de l'Union des sociétés françaises de sports athlétiques (USFSA). Son collègue est lui banni jusqu'au 1er mai 1918.
De ce fait, à partir de la saison 1917-1918, il quitte le SO Perpignan et rejoint l'AS Béziers. Au mois de février 1918, à l'occasion d'une rencontre contre le Stade toulousain en Coupe de l'Avenir, les Toulousains portent réclamation à son encontre pour absence de licence.
En juillet 1919, il remporte sans grand effort le Championnat du Languedoc d'athlétisme en saut en hauteur avec un saut à 1,65 m.
Puis, à partir de la saison 1919-1920, il quitte l'AS Béziers rejoint l'US Perpignan. En 1920, lors de la finale du Championnat du Languedoc, face à l'AS Béziers, il effectue un violent plaquage sur Jean Sébédio. La même année, il connaît sa seule et unique sélection avec l'équipe de France, lors du Tournoi des Cinq Nations contre le pays de Galles.
En octobre 1920, il marque un essai face à l'US Dax et son équipe gagne le match.
Malgré l'essai marqué lors de la demi-finale contre le Racing Club de France, il ne peut participer à la finale du Championnat de France 1920-1921 à cause d'une blessure aux côtes, entraînant la titularisation de Marcel Henric en troisième ligne et de Joseph Martorell en deuxième ligne. Il ne participe donc pas à la victoire de l'US Perpignan en 1921,.
À l'US Perpignan, il est également capitaine de l'équipe première.
Le 31 décembre 1922, Constant participe à un match avec l'US Perpignan contre l'AS Carcassonne en Championnat de Languedoc. Après un premier match où l'US Perpignan envoie son équipe seconde, l'AS Carcassonne envoie sa quatrième équipe. Le score final est donc de 141 à 0 pour Perpignan. Constant marque un essai,.
Il participe à la finale du Championnat de France en 1926.
En octobre 1941, il est nommé entraîneur de l'Union sportive nivernaise.
Georges Constant meurt le 9 juin 1978 à Nevers à l'âge de 78 ans.

## Statistiques en équipe nationale
Georges Constant compte 1 cape avec l'équipe de France, le 17 février 1920 contre l'équipe du pays de Galles lors du Tournoi des Cinq Nations 1920.
| Année | Compétition              | Matchs | Points | Essais |
| ----- | ------------------------ | ------ | ------ | ------ |
| 1920  | Tournoi des Cinq Nations | 1      | -      | -      |
| Total | Total                    | 1      | 0      | 0      |

## Palmarès

### Rugby à XV
- Vainqueur du Championnat du Languedoc en 1917 avec le SO Perpignan[18], en 1920 et 1925 avec l'US Perpignan[12].
- Vainqueur du Championnat de France en 1921 et 1925[note 4] avec l'US Perpignan.
- Finaliste du Championnat de France en 1926 avec l'US Perpignan[19].

### Athlétisme
- Vainqueur du Championnat du Languedoc de saut en hauteur en 1919.